# Wetterlage
Eine Wetterlage stellt den Zustand der Atmosphäre über einem Gebiet und zu einem bestimmten Zeitpunkt dar.
Die Wetterlage bestimmt die regionale Witterung des Tages.
Das Lexikon des Deutschen Wetterdiensts definiert:

„Der Begriff Wetterlage ist die Bezeichnung für den Wetterzustand, wie er im Hinblick auf die wichtigsten meteorologischen Elemente (Luftdruck, Geopotential, Boden- und Höhenwind, Bewölkung, Niederschlag, Lufttemperatur und Luftfeuchte) über einem begrenzten Gebiet während eines kurzen, höchstens eintägigen Zeitintervalls vorherrscht.“

Bleibt eine Wetterlage über einige Tage relativ gleich, spricht man von Großwetterlage. Typische, nach Jahreszeit immer wiederkehrende, dem mittleren Jahresgang widersprechende Wetterlagen nennt man Singularität.
Typische Beispiele sind Vb-Wetterlage, Schönwetter, Föhnlagen, Inversionswetterlage und Omegalage.